# Jean Lacoste
Pour les articles homonymes, voir Lacoste.
Ne doit pas être confondu avec Jean-Yves Lacoste.
 (mars 2021).
Si vous disposez d'ouvrages ou d'articles de référence ou si vous connaissez des sites web de qualité traitant du thème abordé ici, merci de compléter l'article en donnant les références utiles à sa vérifiabilité et en les liant à la section « Notes et références ».
Jean Lacoste, né en 1950, est un germaniste français, essayiste, docteur en études germaniques et agrégé de philosophie.

## Biographie
Il a traduit en 1991 Rousseau, Kant, Goethe d'Ernst Cassirer. Il a écrit des essais sur Walter Benjamin (Walter Benjamin. Les chemins du labyrinthe, 2005) et sur Goethe (Goethe. La nostalgie de la lumière, 2007). Il a également établi une édition française du Voyage en Italie de Goethe, et en a rédigé une introduction remarquée[réf. nécessaire].
Résidant à proximité de Vézelay, Jean Lacoste est l'auteur de Vézelay dans la collection "pour l'amour de".
Il est membre de la direction éditoriale du journal en ligne En attendant Nadeau.

### Auteur
- La philosophie au XXe siècle. Introduction à la pensée. philosophique. contemporaine. Essai et textes, Paris, Hatier, 1988, 203 p.
- La Philosophie aujourd'hui, Paris, 1997, Éd. Maurice Nadeau, 250 p.
- La philosophie de l'art, Presses Universitaires de France, coll. « Que sais-je ? », 1re édition 1981, 12e éd. 2023, 128 p.
- Goethe, la nostalgie de la lumière, Paris, 2007, Belin, 464 p.
- Le Voyage en Italie  de Goethe,  Paris,  1999, Presses universitaires de France - PUF, 128 p.
- L'idée de beau, Paris, 1993,  Bordas Editions, 192 p.
- Goethe, science et philosophie, coll. « Perspectives germaniques », PUF, 1997, 242 p.
- Paris philosophe, Bartillat, 2018, 216 p.
- Pour l'amour de... Vézelay, coll. « Pour l'amour de »,  2020, Éditions Magellan & Cie, 2020, 96 p.  (ISBN 978-2-35074-574-9)

### Éditeur scientifique
- Codirection (avec Jacques Le Rider) de l'édition des Œuvres de Friedrich Nietzsche dans la collection Bouquins, Paris, Robert Laffont, 1993, 2 vol.
- Les chemins du labyrinthe, de Walter Benjamin, Paris, 2005, La Quinzaine Littéraire, 301 p.[textes choisis et présentés par Jean Lacoste]
- Johann Wolfgang von Goethe, Faust (Urfaust, Faust I, Faust II), édition et traduction avec Jacques Le Rider, Paris, Éditions Bartillat, 2009.
- Journal de Vézelay, 1938 -1944 de Romain Rolland, 2012,  Bartillat, 1175 p.[2]